# Ziegeleiapparatebau
Ziegeleiapparatebau war eine Fabrik zur Herstellung von Transportmaschinen und Fahrzeugen für Dachziegel sowie ein im heutigen Wohnplatz Planken aufgegangener Ort auf der Gemarkung des Boxberger Stadtteils Schweigern im Main-Tauber-Kreis in Baden-Württemberg.

## Geographie

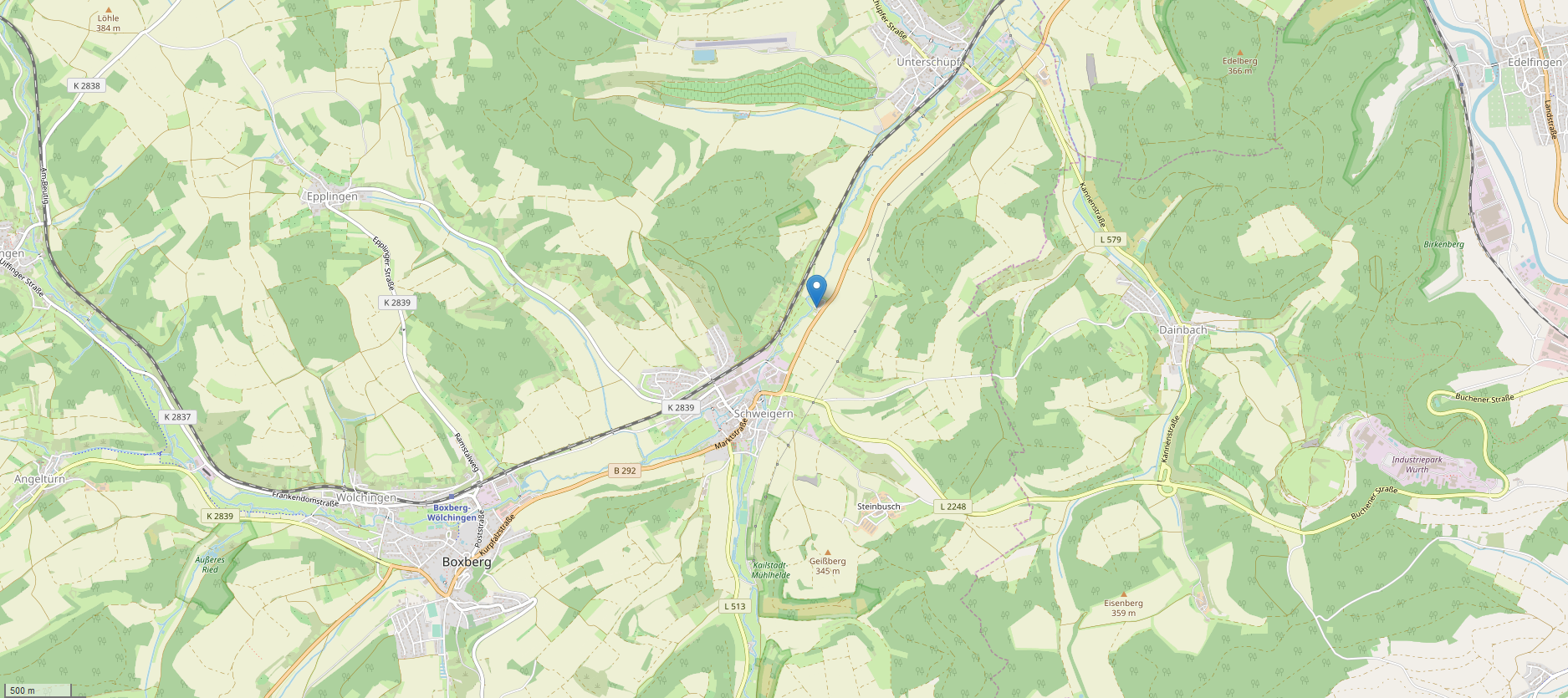
Lage des ehemaligen Ziegeleiapparatebaus

Der Wohnplatz Ziegeleiapparatebau liegt etwa 500 Meter nordwestlich von Schweigern auf der rechten Seite der Umpfer. Die postalische Adresse lautet Planken 1.

## Geschichte
Die für den Wohnplatz namensgebende Firma Ziegelei-Apparatebau GmbH stellte seit 1925 am Standort Transportmaschinen und Fahrzeuge für Dachziegel her. Nach Unternehmensangaben wurden bis zum Jahre 1950 über 680 komplette Anlagen an Ziegelwerke des In- und Auslandes geliefert. Im Jahre 1970 wurde die Ziegelei-Apparatebau GmbH an die GEZE GmbH verkauft es entstand ein Zweigwerk für die Fertigung von Türschließern und Schiebebeschlägen.
Der Ort kam als Teil der ehemals selbständigen Gemeinde Schweigern am 1. Dezember 1972 zur Stadt Boxberg.
1999 wurde ein neues technisches Zentrum auf dem Firmengelände errichtet und es entstand die Tochtergesellschaft GEZE Sonderkonstruktionen, welche Speziallösungen für Schiebetür- sowie Karusselldrehtüranlagen fertigte. 2015 verlegte die GEZE GmbH ihre Produktion nach Leonberg und verkaufte das Gelände an die Hartmut Ruck Bau GmbH.